# 卡梅伦·奥利弗
卡梅伦·贾利勒·奥利弗（1996年7月11日—）為美國男子籃球運動員，現效力於中国男子篮球职业联赛辽宁沈阳三生。

## 早年
奥利弗出生、成長於加利福尼亚州奥克兰，為了就讀格蘭特高中搬到沙加緬度。16歲時奥利弗的左膝前十字韌帶撕裂，高中畢業後原定要就讀俄勒岡州立大學，但招募他的教練被開除，於是奥利弗選擇不前往就讀，接下來一年奥利弗回到沙加緬度，期間曾在美元树擔任收銀員，一年過去後奥利弗進入內華達大學雷諾分校就讀。

## 職業生涯
2023年8月，中国男子篮球职业联赛浙江广厦宣布與奥利弗完成簽約。2024年1月，浙江广厦宣布與奥利弗解除合約。2023年5月，奥利弗加盟全国男子篮球联赛香港金牛。2023年7月，奥利弗與澳洲國家籃球聯賽雪梨國王簽下一年合約。2025年2月，奥利弗加入辽宁沈阳三生。

## 外部連結
- 卡梅伦·奥利弗在fiba.basketball（英语）
- 卡梅伦·奥利弗在NBA（英语）
- 卡梅伦·奥利弗在NBA G聯盟（英语）
- 卡梅伦·奥利弗在西班牙篮球甲级联赛（球員）（西班牙语）
- 卡梅伦·奥利弗在中国男子篮球职业联赛
- 卡梅伦·奥利弗在Basketball-Reference.com（NBA）（英语）
- 卡梅伦·奥利弗在Basketball-Reference.com（NBA G聯盟）（英语）
- 卡梅伦·奥利弗在Basketball-Reference.com（國際）（英语）
- 卡梅伦·奥利弗在Sports-Reference.com（NCAA）（英语）
- 卡梅伦·奥利弗在Eurobasket.com（球員）（英语）
- 卡梅伦·奥利弗在Proballers（英语）
- 卡梅伦·奥利弗在RealGM（英语）
- 卡梅伦·奥利弗在中国篮球数据库
- 卡梅伦·奥利弗在Flashscore（英语）